# Sérgio Ribeiro
Pour les articles homonymes, voir Ribeiro.
Vieira Ribeiro est un nom portugais ; le premier nom de famille (d'usage facultatif) est Vieira et le second est Ribeiro.
Sérgio Miguel Vieira Ribeiro (né le 28 novembre 1980 à Matosinhos) est un coureur cycliste portugais.

## Biographie
Sérgio Ribeiro commence sa carrière professionnelle en 2002 au sein de l'équipe ASC-Vila do Conde. En 2005, il rejoint l'équipe Barbot avec laquelle il remporte notamment le Tour de l'Alentejo en 2006. Recruté l'année suivante par Benfica, il fait l'objet d'un contrôle antidopage positif à l'EPO au mois d'avril. Il est suspendu 2 ans par la fédération portugaise. Il peut reprendre la compétition en mai 2009, au sein de l'équipe Barbot-Siper. En août 2013, une semaine avant le départ du Tour du Portugal, il est suspendu douze années par la Fédération portugaise de cyclisme sur la base d'anomalies constatées dans son passeport biologique.

## Palmarès
- 2002
  - 2e étape du Tour du Portugal de l'Avenir
- 2004
  - 1re étape du Troféu Millennium
  - Troféu PAD
  - 1re étape du Grand Prix Barbot
- 2005
  - 3e étape du Grande Prémio do Centro
  - 1re étape du Tour de Castille-et-León
  - Troféu Reis Eusebio
  - 5e étape du Tour de l'Alentejo
  - Classement général du Grand Prix Barbot
  - 2e étape du Grande Prémio Vinhos da Estremadura
  - 3e du Tour de l'Alentejo
- 2006
  - Grande Prémio Vinhos da Estremadura :
    - Classement général
    - 1re et 4ea étapes

  - 1re étape du Tour du district de Santarém
  - Clássica da Primavera
  - 3e étape du Grande Prémio Internacional Paredes Rota dos Móveis
  - Tour de l'Alentejo :
    - Classement général
    - 5e étape

  - Grand Prix Barbot :
    - Classement général
    - 2e étape

  - 2e étape du Grand Prix de Gondomar
  - 3e du Grande Prémio Internacional Paredes Rota dos Móveis
- 2009
  - 2e étape du Grand Prix Abimota
  - Tour du Brésil-Tour de l'État de Sao Paulo :
    - Classement général
    - 2e et 3e étapes

  - 3e étape du Grand Prix Liberty Seguros
- 2010
  - 5e étape du Tour de Castille-et-León
  - 1re étape du Grand Prix Liberty Seguros
  - 2e et 8e étapes du Tour du Portugal
  - 2e étape du Grande Prémio Crédito Agrícola de la Costa Azul
  - 2e du Grande Prémio Crédito Agrícola de la Costa Azul
  - 3e du Mémorial Bruno Neves
- 2011
  - Coupe du Portugal
  - 3e étape du Tour des Terres de Santa Maria da Feira
  - Prémio Albergaria
  - Circuito de Alenquer
  - Classement général du Grand Prix Liberty Seguros
  - Mémorial Bruno Neves
  - 3e étape du Trophée Joaquim-Agostinho
  - 1re et 2e étapes du Tour du Portugal
  - 2e du Trophée Joaquim Agostinho
- 2012
  - 3eb étape du Grand Prix Liberty Seguros
  - 1re étape du Trophée Joaquim-Agostinho
  - 5e étape du Tour du Portugal
  - 3e de la Clássica da Primavera
- 2013
  - Grand Prix Abimota :
    - Classement général
    - 1re étape

  - 1re étape du Trophée Joaquim-Agostinho

## Classements mondiaux
| Année            | 2005 | 2006 | 2007 | 2008 | 2009  | 2010 | 2011 | 2012 | 2013 |
| ---------------- | ---- | ---- | ---- | ---- | ----- | ---- | ---- | ---- | ---- |
| UCI America Tour |      |      |      |      | 16e   |      |      |      |      |
| UCI Europe Tour  | 206e | 47e  |      |      | 1059e | 198e | 58e  | 182e | 736e |